# Nieuw-Zeeland op de Olympische Zomerspelen 2024
Nieuw-Zeeland nam deel aan de Olympische Zomerspelen 2024 in Parijs, Frankrijk. Nigel Avery werd aangesteld als chef de mission.

## Medailleoverzicht
| Medaille | Naam | Sport          | Onderdeel              | Datum       |
| -------- | --- | -------------- | ---------------------- | ----------- |
| Goud     | Sevensteam Michaela Blyde Theresa Fitzpatrick Sarah Hirini Jazmin Hotham Tyla King Jorja Miller Manaia Nuku Mahina Paul Risi Pouri-Lane Alena Saili Stacey Waaka Portia Woodman | Rugby          | Rugby sevens(v)        | 30 juli     |
| Goud     | Brooke Francis Lucy Spoors | Roeien         | dubbeltwee (v)         | 1 augustus  |
| Goud     | Finn Butcher | Kanovaren      | KX-1 (m)               | 5 augustus  |
| Goud     | Lisa Carrington Alicia Hoskin Olivia Brett Tara Vaughan | Kanovaren      | K4 500 m (v)           | 8 augustus  |
| Goud     | Ellesse Andrews | Baanwielrennen | Keirin (v)             | 8 augustus  |
| Goud     | Lisa Carrington Alicia Hoskin | Kanovaren      | K2 500 m (v)           | 9 augustus  |
| Goud     | Hamish Kerr | Atletiek       | Hoogspringen (m)       | 10 augustus |
| Goud     | Lisa Carrington | Kanovaren      | K1 500 m (v)           | 10 augustus |
| Goud     | Lydia Ko | Golf           | individueel (v)        | 10 augustus |
| Goud     | Ellesse Andrews | Baanwielrennen | Sprint (v)             | 11 augustus |
|          | |                |                        |             |
| Zilver   | Hayden Wilde | Triatlon       | indidueel (m)          | 31 juli     |
| Zilver   | Oliver Maclean Logan Ullrich Tom Murray Matt Macdonald | Roeien         | Vier-zonder (m)        | 1 augustus  |
| Zilver   | Isaac McHardie William McKenzie | Zeilen         | 49er (m)               | 2 augustus  |
| Zilver   | Emma Twigg | Roeien         | Skiff (v)              | 3 augustus  |
| Zilver   | Rebecca Petch Shaane Fulton Ellesse Andrews | Baanwielrennen | Team sprint (v)        | 5 augustus  |
| Zilver   | Ally Wollaston Bryony Botha Emily Shearman Nicole Shields | Baanwielrennen | Ploegachtervolging (v) | 7 augustus  |
| Zilver   | Maddi Wesche | Atletiek       | Kogelstoten (v)        | 9 augustus  |
|          | |                |                        |             |
| Brons    | Jackie Gowler Phoebe Spoors Davina Waddy Kerri Williams | Roeien         | Vier-zonder (v)        | 1 augustus  |
| Brons    | Micah Wilkinson Erica Dawson | Zeilen         | Nacra 17 (x)           | 8 augustus  |
| Brons    | Ally Wollaston | Baanwielrennen | Omnium (v)             | 11 augustus |

## Aantal Deelnemers
Hieronder volgt een overzicht van de atleten die zich reeds gekwalificeerd hebben voor de Olympische Zomerspelen van 2024.
| Sport            | Mannen | Vrouwen | Totaal |
| ---------------- | ------ | ------- | ------ |
| Atletiek         | 8      | 9       | 17     |
| Gewichtheffen    | 1      | 0       | 1      |
| Golf             | 2      | 1       | 3      |
| Gymnastiek       | 1      | 2       | 3      |
| Hockey           | 16     | 0       | 16     |
| Judo             | 2      | 1       | 3      |
| Kanovaren        | 5      | 7       | 12     |
| Klimsport        | 1      | 1       | 2      |
| Paardensport     | 2      | 2       | 4      |
| Roeien           | 9      | 11      | 20     |
| Rugby            | 12     | 12      | 24     |
| Schietsport      | 1      | 1       | 2      |
| Schoonspringen   | 0      | 1       | 1      |
| Surfen           | 1      | 1       | 2      |
| Synchroonzwemmen | 0      | 2       | 2      |
| Tennis           | 0      | 2       | 2      |
| Triatlon         | 2      | 2       | 4      |
| Voetbal          | 18     | 18      | 36     |
| Wielersport      | 9      | 11      | 20     |
| Worstelen        | 0      | 1       | 1      |
| Zeilen           | 6      | 6       | 12     |
| Zwemmen          | 4      | 5       | 9      |
| totaal           | 98     | 97      | 195    |

## Deelnemers en resultaten

### Atletiek

#### Loopnummers
Mannen
| atleet         | onderdeel           | series  | series | herkansingen | herkansingen | halve finale | halve finale | finale | finale |
| atleet         | onderdeel           | tijd    | rang   | tijd         | rang         | tijd         | rang         | tijd   | rang   |
| -------------- | ------------------- | ------- | ------ | ------------ | ------------ | ------------ | ------------ | ------ | ------ |
| James Preston  | 800 m               | 1.48,50 | 8e     | 1.50,53      | 6e           |              |              |        |        |
| Sam Tanner     | 1500 m              | 3.39,87 | 13e    | 3.40,71      | 13e          |              |              |        |        |
| George Beamish | 3000 m steeplechase | 8.25,86 | 7e     | n.v.t.       | n.v.t.       | n.v.t.       | n.v.t.       |        |        |

Vrouwen
| atlete          | onderdeel | voorronde | voorronde | series  | series | herkansingen | herkansingen | halve finale | halve finale | finale | finale |
| atlete          | onderdeel | tijd      | rang      | tijd    | rang   | tijd         | rang         | tijd         | rang         | tijd   | rang   |
| --------------- | --------- | --------- | --------- | ------- | ------ | ------------ | ------------ | ------------ | ------------ | ------ | ------ |
| Zoe Hobbs       | 100 m     | 11,08     | 2e Q      |         |        | n.v.t.       | n.v.t.       | 11,13        | 6e           |        |        |
| Maia Ramsden    | 1500 m    | n.v.t.    | n.v.t.    | 4.02,89 | 6e Q   |              |              | 4.02,20 NR   | 8e           |        |        |
| Camille Buscomb | marathon  | n.v.t.    | n.v.t.    | n.v.t.  | n.v.t. | n.v.t.       | n.v.t.       |              |              |        |        |

#### Technische nummers
Mannen
| atleet        | onderdeel        | kwalificaties | kwalificaties | finale  | finale |
| atleet        | onderdeel        | afstand       | rang          | afstand | rang   |
| ------------- | ---------------- | ------------- | ------------- | ------- | ------ |
| Connor Bell   | discuswerpen     |               |               |         |        |
| Ethan Olivier | hinkstapspringen |               |               |         |        |
| Hamish Kerr   | hoogspringen     |               |               |         |        |
| Tom Walsh     | kogelstoten      |               |               |         |        |
| Jacko Gill    | kogelstoten      |               |               |         |        |

Vrouwen
| atleet           | onderdeel        | kwalificaties | kwalificaties | finale  | finale |
| atleet           | onderdeel        | afstand       | rang          | afstand | rang   |
| ---------------- | ---------------- | ------------- | ------------- | ------- | ------ |
| Lauren Bruce     | hamerslingeren   |               |               |         |        |
| Maddi Wesche     | kogelstoten      |               |               |         |        |
| Imogen Ayris     | polsstokspringen |               |               |         |        |
| Eliza McCartney  | polsstokspringen |               |               |         |        |
| Olivia McTaggart | polsstokspringen |               |               |         |        |
| Tori Peeters     | speerwerpen      |               |               |         |        |

### Gewichtheffen
Mannen
| atleet     | onderdeel | trekken | trekken | stoten | stoten | totaal | rang |
| atleet     | onderdeel | score   | rang    | score  | rang   | totaal | rang |
| ---------- | --------- | ------- | ------- | ------ | ------ | ------ | ---- |
| David Liti | +102 kg   |         |         |        |        |        |      |

### Golf
| atleet         | onderdeel | eerste ronde | tweede ronde | derde ronde | vierde ronde | totaal | totaal | totaal |
| atleet         | onderdeel | score        | score        | score       | score        | score  | par    | rang   |
| -------------- | --------- | ------------ | ------------ | ----------- | ------------ | ------ | ------ | ------ |
| Ryan Fox       | mannen    |              |              |             |              |        |        |        |
| Daniel Hillier | mannen    |              |              |             |              |        |        |        |
| Lydia Ko       | vrouwen   |              |              |             |              |        |        |        |

### Gymnastiek

#### Turnen
Vrouwen
| Turnster(s)        | Onderdeel | Kwalificatie | Kwalificatie | Kwalificatie | Kwalificatie | Kwalificatie | Kwalificatie | Finale         | Finale         | Finale         | Finale         | Finale         | Finale         |
| Turnster(s)        | Onderdeel | Toestel      | Toestel      | Toestel      | Toestel      | Totaal       | Plaats       | Toestel        | Toestel        | Toestel        | Toestel        | Totaal         | Plaats         |
| Turnster(s)        | Onderdeel | Sprong       | Brug         | Balk         | Vloer        | Totaal       | Plaats       | Sprong         | Brug           | Balk           | Vloer          | Totaal         | Plaats         |
| ------------------ | --------- | ------------ | ------------ | ------------ | ------------ | ------------ | ------------ | -------------- | -------------- | -------------- | -------------- | -------------- | -------------- |
| Georgia-Rose Brown | meerkamp  | 13.233       | 13.666       | 12.333       | 12.233       | 51.465       | 34           | niet geplaatst | niet geplaatst | niet geplaatst | niet geplaatst | niet geplaatst | niet geplaatst |

#### Trampoline
Mannen
| atleet          | onderdeel | kwalificaties | kwalificaties | finale | finale |
| atleet          | onderdeel | score         | rang          | score  | rang   |
| --------------- | --------- | ------------- | ------------- | ------ | ------ |
| Dylan Schmidt   | mannen    |               |               |        |        |
| Maddie Davidson | vrouwen   |               |               |        |        |

### Hockey

#### Mannen
| Hockeyer(s)                                       | Onderdeel | Plaats |
| ------------------------------------------------- | --------- | ------ |
| Nieuw-Zeelandse mannen hockeyploeg Nog te bepalen | Mannen    |        |

| Pos | Team          | Wed | W | G | V | Ptn | DV | DT | +/− | Kwalificatie |
| --- | ------------- | --- | - | - | - | --- | -- | -- | --- | ------------ |
| 1   | België        | 5   | 4 | 1 | 0 | 13  | 15 | 7  | +8  | Kwartfinales |
| 2   | India         | 5   | 3 | 1 | 1 | 10  | 10 | 7  | +3  | Kwartfinales |
| 3   | Australië     | 5   | 3 | 0 | 2 | 9   | 12 | 10 | +2  | Kwartfinales |
| 4   | Argentinië    | 5   | 2 | 2 | 1 | 8   | 8  | 6  | +2  | Kwartfinales |
| 5   | Ierland       | 5   | 1 | 0 | 4 | 3   | 4  | 9  | −5  |              |
| 6   | Nieuw-Zeeland | 5   | 0 | 0 | 5 | 0   | 4  | 14 | −10 |              |

| Groepsfase      |       |               |       |               |  |  |  |
| 27 juli 2024    | 17:30 | India         | 3 - 2 | Nieuw-Zeeland |  |  |  |
| 28 juli 2024    | 17:30 | België        | 2 - 1 | Nieuw-Zeeland |  |  |  |
| 30 juli 2024    | 17:00 | Argentinië    | 2 - 0 | Nieuw-Zeeland |  |  |  |
| 1 augustus 2024 | 10:30 | Nieuw-Zeeland |       | Australië     |  |  |  |
| 2 augustus 2024 | 17:00 | Nieuw-Zeeland |       | Ierland       |  |  |  |
|                 |       |               |       |               |  |  |  |
| Kwartfinale     |       |               |       |               |  |  |  |
|                 |       |               |       |               |  |  |  |
| Halve finale    |       |               |       |               |  |  |  |
|                 |       |               |       |               |  |  |  |
| Finale          |       |               |       |               |  |  |  |

### Judo
Vrouwen
| atleet            | onderdeel | eerste ronde         | tweede ronde         | kwartfinale          | halve finale         | herkansing           | finale / BM          | finale / BM |
| atleet            | onderdeel | tegenstander uitslag | tegenstander uitslag | tegenstander uitslag | tegenstander uitslag | tegenstander uitslag | tegenstander uitslag | rang        |
| ----------------- | --------- | -------------------- | -------------------- | -------------------- | -------------------- | -------------------- | -------------------- | ----------- |
| Moira de Villiers | −78 kg    | Branser              |                      |                      |                      |                      |                      |             |
| Sydnee Andrews    | +78 kg    | Cerić                |                      |                      |                      |                      |                      |             |

### Kanovaren

#### Kayak Cross
| Atleet       | Onderdeel      | Kwalificatie | Kwalificatie | Kwartfinale | Kwartfinale | Halve finale | Halve finale | Finale | Finale |
| Atleet       | Onderdeel      | Tijd         | Rang         | Tijd        | Rang        | Tijd         | Rang         | Tijd   | Rang   |
| ------------ | -------------- | ------------ | ------------ | ----------- | ----------- | ------------ | ------------ | ------ | ------ |
| Finn Butcher | KX-1 (mannen)  |              |              |             |             |              |              |        |        |
| Luuka Jones  | KX-1 (vrouwen) |              |              |             |             |              |              |        |        |

#### Slalom
Mannen
| atleet       | onderdeel  | series | series | series | series | series    | series | halve finale | halve finale | finale | finale |
| atleet       | onderdeel  | run 1  | rang   | run 2  | rang   | beste run | rang   | tijd         | rang         | tijd   | rang   |
| ------------ | ---------- | ------ | ------ | ------ | ------ | --------- | ------ | ------------ | ------------ | ------ | ------ |
| Finn Butcher | K-1 slalom | 86.35  | 5      | 142.08 | 24     | 86.35     | 7 Q    |              |              |        |        |

Vrouwen
| atlete      | onderdeel  | series | series | series | series | series    | series | halve finale | halve finale | finale | finale |
| atlete      | onderdeel  | run 1  | rang   | run 2  | rang   | beste run | rang   | tijd         | rang         | tijd   | rang   |
| ----------- | ---------- | ------ | ------ | ------ | ------ | --------- | ------ | ------------ | ------------ | ------ | ------ |
| Luuka Jones | K-1 slalom | 102.90 | 19     | 97.13  | 13     | 97.13     | 15 Q   | 104.91       | 9 Q          | 104.33 | 8      |

#### Sprint
Mannen
| atleet                                             | onderdeel | series | series | kwartfinale | kwartfinale | halve finale | halve finale | finale | finale |
| atleet                                             | onderdeel | tijd   | rang   | tijd        | rang        | tijd         | rang         | tijd   | rang   |
| -------------------------------------------------- | --------- | ------ | ------ | ----------- | ----------- | ------------ | ------------ | ------ | ------ |
| Max Brown Grant Clancy                             | C-2 500 m |        |        |             |             |              |              |        |        |
| Kurtis Imrie Hamish Legarth                        | K-2 500 m |        |        |             |             |              |              |        |        |
| Max Brown Grant Clancy Kurtis Imrie Hamish Legarth | K-4 500 m |        |        |             |             |              |              |        |        |

Vrouwen
| atlete                                                  | onderdeel | series | series | kwartfinale | kwartfinale | halve finale | halve finale | finale | finale |
| atlete                                                  | onderdeel | tijd   | rang   | tijd        | rang        | tijd         | rang         | tijd   | rang   |
| ------------------------------------------------------- | --------- | ------ | ------ | ----------- | ----------- | ------------ | ------------ | ------ | ------ |
| Lisa Carrington                                         | K-1 500 m |        |        |             |             |              |              |        |        |
| Aimee Fisher                                            | K-1 500 m |        |        |             |             |              |              |        |        |
| Lisa Carrington Alicia Hoskin                           | K-2 500 m |        |        |             |             |              |              |        |        |
| Aimee Fisher Lucy Matehaere                             | K-2 500 m |        |        |             |             |              |              |        |        |
| Lisa Carrington Olivia Brett Alicia Hoskin Tara Vaughan | K-4 500 m |        |        |             |             |              |              |        |        |

### Klimsport

#### Speed
Mannen
| Atleet       | Onderdeel | Kwalificatie | Kwalificatie | Ronde 1           | Kwartfinale       | Halve finale      | Finale / BM       | Finale / BM |
| Atleet       | Onderdeel | Tijd         | Rang         | Tegenstander Tijd | Tegenstander Tijd | Tegenstander Tijd | Tegenstander Tijd | Rang        |
| ------------ | --------- | ------------ | ------------ | ----------------- | ----------------- | ----------------- | ----------------- | ----------- |
| Julian David | mannen    |              |              |                   |                   |                   |                   |             |

Vrouwen
| Atleet         | Onderdeel | Kwalificatie | Kwalificatie | Ronde 1           | Kwartfinale       | Halve finale      | Finale / BM       | Finale / BM |
| Atleet         | Onderdeel | Tijd         | Rang         | Tegenstander Tijd | Tegenstander Tijd | Tegenstander Tijd | Tegenstander Tijd | Rang        |
| -------------- | --------- | ------------ | ------------ | ----------------- | ----------------- | ----------------- | ----------------- | ----------- |
| Sarah Tetzlaff | vrouwen   |              |              |                   |                   |                   |                   |             |

### Paardensport

#### Dressuur
| ruiter           | paard               | onderdeel   | Grand Prix | Grand Prix | Grand Prix Special | Grand Prix Special | Grand Prix Freestyle | Grand Prix Freestyle | totaal         | totaal         |
| ruiter           | paard               | onderdeel   | score      | rang       | score              | rang               | technisch            | artistiek            | uitslag        | rang           |
| ---------------- | ------------------- | ----------- | ---------- | ---------- | ------------------ | ------------------ | -------------------- | -------------------- | -------------- | -------------- |
| Melissa Galloway | Windermere J'Obei W | individueel | 68.913     |            |                    |                    | niet geplaatst       | niet geplaatst       | niet geplaatst | niet geplaatst |

#### Eventing
| ruiter                                   | paard         | onderdeel   | dressuur    | dressuur | cross-country | cross-country | cross-country | springen     | springen     | springen     | springen       | springen       | springen       | totaal      | totaal |
| ruiter                                   | paard         | onderdeel   | dressuur    | dressuur | cross-country | cross-country | cross-country | kwalificatie | kwalificatie | kwalificatie | finale         | finale         | finale         | totaal      | totaal |
| ruiter                                   | paard         | onderdeel   | strafpunten | rang     | strafpunten   | totaal        | rang          | strafpunten  | totaal       | rang         | strafpunten    | totaal         | rang           | strafpunten | rang   |
| ---------------------------------------- | ------------- | ----------- | ----------- | -------- | ------------- | ------------- | ------------- | ------------ | ------------ | ------------ | -------------- | -------------- | -------------- | ----------- | ------ |
| Clarke Johnstone                         | Menlo Park    | individueel | 25.70       | 9        | 4.80          | 30.50         | 12            | 4.40         | 34.90        | 16 Q         | 4.80           | 39.70          | 18             | 39.70       | 18     |
| Tim Price                                | Falco         | individueel | 26.50       | 12       | 2.00          | 28.50         | 9             | 0.00         | 28.50        | 8 Q          | 0.00           | 28.50          | 6              | 28.50       | 6      |
| Jonelle Price                            | Hierado       | individueel | 30.80       | 27       | 28.40         | 59.20         | 41            | 12.00        | 71.20        | 40           | niet geplaatst | niet geplaatst | niet geplaatst | 71.20       | 40     |
| Clarke Johnstone Tim Price Jonelle Price | zie hierboven | team        | 83.00       | 4        | 35.20         | 118.20        | 6             | 16.40        | 134.60       | 8            | n.v.t.         | n.v.t.         | n.v.t.         | 134.60      | 8      |

#### Jumping
| ruiter | paard | onderdeel   | kwalificatie | kwalificatie | finale      | finale |
| ruiter | paard | onderdeel   | strafpunten  | rang         | strafpunten | rang   |
| ------ | ----- | ----------- | ------------ | ------------ | ----------- | ------ |
|        |       | individueel |              |              |             |        |

### Roeien
Mannen
| atleet                                                 | onderdeel   | series  | series | herkansingen | herkansingen | kwartfinale | kwartfinale | halve finale | halve finale | finale  | finale |
| atleet                                                 | onderdeel   | tijd    | rang   | tijd         | rang         | tijd        | rang        | tijd         | rang         | tijd    | rang   |
| ------------------------------------------------------ | ----------- | ------- | ------ | ------------ | ------------ | ----------- | ----------- | ------------ | ------------ | ------- | ------ |
| Tom Mackintosh                                         | skiff       | 6:55.92 | 1 KF   | bye          | bye          | 6:48.01     | 1 HA/B      | 6:44.49      | 2 FA         |         |        |
| Robbie Manson Jordan Parry                             | dubbeltwee  | 6:16.41 | 2 HA/B | bye          | bye          | n.v.t.      | n.v.t.      | 6:32.77      | 4 FB         |         |        |
| Dan Williamson Phillip Wilson (roeier)                 | twee-zonder | 6:33.44 | 2 HA/B | bye          | bye          | n.v.t.      | n.v.t.      | 6:14.30      | 3 FA         | 6:21.44 | 6      |
| Matt Macdonald Tom Murray Logan Ullrich Oliver Maclean | vier-zonder | 6:03.08 | 1 FA   | bye          | bye          | n.v.t.      | n.v.t.      | n.v.t.       | n.v.t.       |         |        |

Vrouwen
| atleet                                                  | onderdeel         | series  | series | herkansingen | herkansingen | kwartfinale | kwartfinale | halve finale   | halve finale   | finale         | finale         |
| atleet                                                  | onderdeel         | tijd    | rang   | tijd         | rang         | tijd        | rang        | tijd           | rang           | tijd           | rang           |
| ------------------------------------------------------- | ----------------- | ------- | ------ | ------------ | ------------ | ----------- | ----------- | -------------- | -------------- | -------------- | -------------- |
| Emma Twigg                                              | skiff             | 7:34.97 | 1 KF   | bye          | bye          | 7:26.89     | 1 HA/B      | 7:17.19        | 1 FA           |                |                |
| Lucy Spoors Brooke Francis                              | dubbeltwee        | 6:51.68 | 1 HA/B | bye          | bye          | n.v.t.      | n.v.t.      | 6:49.49        | 1 FA           | 6:50.45        | Goud           |
| Jackie Kiddle Shannon Cox                               | lichte dubbeltwee | 7:02.25 | 1 HA/B | bye          | bye          | n.v.t.      | n.v.t.      | 7:02.86        | 2 FA           |                |                |
| Kate Haines Alana Sherman                               | twee-zonder       | 7:43.56 | 5 H    | 7:46.18      | 4            | n.v.t.      | n.v.t.      | niet geplaatst | niet geplaatst | niet geplaatst | niet geplaatst |
| Jackie Gowler Davina Waddy Kerri Williams Phoebe Spoors | vier-zonder       | 6:45.44 | 2 FA   | bye          | bye          | n.v.t.      | n.v.t.      | n.v.t.         | n.v.t.         |                |                |

Legenda: FA=finale A (medailles); FB=finale B (geen medailles); FC=finale C (geen medailles); FD=finale D (geen medailles); FE=finale E (geen medailles); FF=finale F (geen medailles); HA/B=halve finale A/B; HC/D=halve finale C/D; HE/F=halve finale E/F; KF=kwartfinale; H=herkansing

### Rugby

#### Mannen
| Olympiër | Discipline | Resultaat | Prestatie |
| --- | ---------- | --------- | --------- |
| Scott Curry Brady Rush Tone Ng Shiu Akuila Rokolisoa Dylan Collier Ngarohi McGarvey-Black Fehi Fineanganofo Andrew Knewstubb Regan Ware Tepaea Cook-Savage Moses Leo Leroy Carter Joe Webber | mannen     | 5e        | zie onder |

| Groep A |               |     |   |   |   |     |    |     |       |              |
| #       | Land          | Wed | W | G | V | Ptn | V  | T   | Saldo | Kwalificatie |
| 1       | Nieuw-Zeeland | 3   | 3 | 0 | 0 | 9   | 71 | 29  | +42   | Kwartfinale  |
| 2       | Ierland       | 3   | 2 | 0 | 1 | 7   | 62 | 24  | +38   | Kwartfinale  |
| 3       | Zuid-Afrika   | 3   | 1 | 0 | 2 | 5   | 59 | 32  | +27   | Kwartfinale  |
| 4       | Japan         | 3   | 0 | 0 | 3 | 3   | 22 | 129 | -107  | Plaats 9-12  |

| Ronde        | Datum        | Lokale tijd   | Land          | Score       | Land        |
| ------------ | ------------ | ------------- | ------------- | ----------- | ----------- |
| Groepsfase   |              |               |               |             |             |
| 24 juli 2024 | 18:00        | Nieuw-Zeeland | 40 - 12       | Japan       |             |
| 24 juli 2024 | 21:30        | Nieuw-Zeeland | 17 - 5        | Zuid-Afrika |             |
| 25 juli 2024 | 16:30        | Nieuw-Zeeland | 14 - 12       | Ierland     |             |
|              |              |               |               |             |             |
| Kwartfinale  | 25 juli 2024 | 21:00         | Nieuw-Zeeland | 7 - 14      | Zuid-Afrika |
|              |              |               |               |             |             |
| Plaats 5-8   | 27 juli 2024 | 14:30         | Nieuw-Zeeland | 17 - 12     | Argentinië  |
|              |              |               |               |             |             |
| Plaats 5-6   | 27 juli 2024 | 18:30         | Nieuw-Zeeland | 17 - 7      | Ierland     |

#### Vrouwen
| Olympiër | Discipline | Resultaat | Prestatie |
| --- | ---------- | --------- | --------- |
| Michaela Blyde Jazmin Felix-Hotham Sarah Hirini Tyla King Jorja Miller Manaia Nuku Mahina Paul Risaleeana Pouri-Lane Alena Saili Theresa Setefano Stacey Waaka Portia Woodman-Wickliffe | vrouwen    | Goud      | zie onder |

| Groep |               |             |             |             |             |            |            |            |        |
| #     | Land          | Wedstrijden | Wedstrijden | Wedstrijden | Wedstrijden | Doelpunten | Doelpunten | Doelpunten | Punten |
| #     | Land          | GW          | W           | G           | V           | V          | T          | Saldo      | Punten |
| 1     | Nieuw-Zeeland | 3           | 3           | 0           | 0           | 114        | 19         | +95        | 9      |
| 2     | Canada        | 3           | 2           | 0           | 1           | 50         | 64         | -14        | 7      |
| 3     | China         | 3           | 1           | 0           | 2           | 62         | 81         | -19        | 5      |
| 4     | Fiji          | 3           | 0           | 0           | 3           | 33         | 95         | -62        | 3      |

| groepsfase   |              |               |               |         |                  |  |  |
| 28 juli 2024 | 18:00        | Nieuw-Zeeland | 43 - 5        | China   |                  |  |  |
| 28 juli 2024 | 21:30        | Nieuw-Zeeland | 33 - 7        | Canada  |                  |  |  |
| 29 juli 2024 | 16:30        | Nieuw-Zeeland | 38 - 7        | Fiji    |                  |  |  |
|              |              |               |               |         |                  |  |  |
| kwartfinale  | 29 juli 2024 | 21:00         | Nieuw-Zeeland | 55 - 5  | China            |  |  |
|              |              |               |               |         |                  |  |  |
| halve finale | 30 juli 2024 | 19:45         | Nieuw-Zeeland | 24 - 12 | Verenigde Staten |  |  |
|              |              |               |               |         |                  |  |  |
| finale       | 30 juli 2024 | 19:45         | Nieuw-Zeeland | 19 - 12 | Canada           |  |  |

### Schietsport
Mannen
| atleet        | onderdeel | kwalificaties | kwalificaties | finale         | finale         |
| atleet        | onderdeel | punten        | rang          | punten         | rang           |
| ------------- | --------- | ------------- | ------------- | -------------- | -------------- |
| Owen Robinson | trap      | 121           | 11            | niet geplaatst | niet geplaatst |

Vrouwen
| atlete       | onderdeel | kwalificaties | kwalificaties | finale | finale |
| atlete       | onderdeel | punten        | rang          | punten | rang   |
| ------------ | --------- | ------------- | ------------- | ------ | ------ |
| Chloe Tipple | skeet     |               |               |        |        |

### Schoonspringen
Vrouwen
| atlete            | onderdeel | series | series | halve finale | halve finale | finale | finale |
| atlete            | onderdeel | punten | rang   | punten       | rang         | punten | rang   |
| ----------------- | --------- | ------ | ------ | ------------ | ------------ | ------ | ------ |
| Elizabeth Roussel | 3 m plank |        |        |              |              |        |        |

### Surfen
| Atleet          | Onderdeel | Ronde 1 | Ronde 1 | Ronde 2                | Ronde 3              | Kwartfinale          | Halve finale         | Finale / BM          | Finale / BM    |
| Atleet          | Onderdeel | Score   | Rang    | Tegenstander Uitslag   | Tegenstander Uitslag | Tegenstander Uitslag | Tegenstander Uitslag | Tegenstander Uitslag | Rang           |
| --------------- | --------- | ------- | ------- | ---------------------- | -------------------- | -------------------- | -------------------- | -------------------- | -------------- |
| Billy Stairmand | mannen    | 5.53    | 3 Q     | Toledo V 14.00 - 17.00 | niet geplaatst       | niet geplaatst       | niet geplaatst       | niet geplaatst       | niet geplaatst |
| Saffi Vette     | vrouwen   | 7.50    | 2 Q     | Hopkins V 1.27 - 4.67  | niet geplaatst       | niet geplaatst       | niet geplaatst       | niet geplaatst       | niet geplaatst |

### Synchroonzwemmen
| atlete                | onderdeel | technische routine | technische routine | vrije routine (voorronde) | vrije routine (voorronde) | vrije routine (voorronde) | vrije routine (finale) | vrije routine (finale)    | vrije routine (finale) |
| atlete                | onderdeel | punten             | rang               | punten                    | totaal (technisch + vrij) | rang                      | punten                 | totaal (technisch + vrij) | rang                   |
| --------------------- | --------- | ------------------ | ------------------ | ------------------------- | ------------------------- | ------------------------- | ---------------------- | ------------------------- | ---------------------- |
| Nina Brown Eva Morris | duet      |                    |                    |                           |                           |                           |                        |                           |                        |

### Tennis
Vrouwen
| atleet                  | onderdeel  | eerste ronde         | tweede ronde                | derde ronde          | kwartfinale          | halve finale         | finale / BM          | finale / BM    |
| atleet                  | onderdeel  | tegenstander uitslag | tegenstander uitslag        | tegenstander uitslag | tegenstander uitslag | tegenstander uitslag | tegenstander uitslag | rang           |
| ----------------------- | ---------- | -------------------- | --------------------------- | -------------------- | -------------------- | -------------------- | -------------------- | -------------- |
| Lulu Sun                | enkelspel  | Kostyuk V 4-6, 3-6   | niet geplaatst              | niet geplaatst       | niet geplaatst       | niet geplaatst       | niet geplaatst       | niet geplaatst |
| Erin Routliffe Lulu Sun | dubbelspel | n.v.t.               | Errani - Paolini V 2-6, 3-6 | niet geplaatst       | niet geplaatst       | niet geplaatst       | niet geplaatst       | niet geplaatst |

### Triatlon
Individueel
| Atleet             | Evenement | Zwemmen(1.5 km) | Rang 1 | Fietsen (40 km) | Rang 2 | Lopen(10 km) | Totaal Tijd | Ranking |
| ------------------ | --------- | --------------- | ------ | --------------- | ------ | ------------ | ----------- | ------- |
| Dylan McCullough   | Mannen    | 20:36           | 15     | 51:58           | 23     | 31:44        | 1:45:35     | 19      |
| Hayden Wilde       | Mannen    | 21:13           | 29     | 51:20           | 10     | 29:49        | 1:43:39     | Zilver  |
| Ainsley Thorpe     | Vrouwen   | 23:59           | 25     | 1:01:22         | 41     | 37:05        | 2:03:48     | 44      |
| Nicole van der Kay | Vrouwen   | 24:13           | 37     | 1:00:29         | 30     | 35:24        | 2:01:33     | 31      |

Gemengd
| Atleet | Evenement   | Zwemmen (250 m) | Rang 1 | Fietsen (7 km) | Rang 2 | Lopen (1.5 km) | Totaal Groeps tijd | Ranking |
| ------ | ----------- | --------------- | ------ | -------------- | ------ | -------------- | ------------------ | ------- |
|        | Mixed relay |                 |        |                |        |                |                    | n.v.t.  |
|        | Mixed relay |                 |        |                |        |                |                    | n.v.t.  |
|        | Mixed relay |                 |        |                |        |                |                    | n.v.t.  |
|        | Mixed relay |                 |        |                |        |                |                    | n.v.t.  |
| Totaal | Mixed relay | n.v.t.          | n.v.t. | n.v.t.         | n.v.t. | n.v.t.         |                    |         |

### Voetbal

#### Mannen
| Atleten | Discipline | Resultaat | Prestatie |
| --- | ---------- | --------- | --------- |
| Lachlan Bayliss Joe Bell Tyler Bindon Michael Boxall Fin Conchie Matthew Garbett Liam Gillion Lukas Kelly-Heald Jay Herdman Isaac Hughes Ben Old Alex Paulsen Jesse Randall Kees Sims Sarpreet Singh Matthew Sheridan Finn Surman Sam Sutton Oskar van Hattum Ben Waine | mannen     |           | zie onder |

| Groep A |                  |             |             |             |             |            |            |            |        |
| #       | Land             | Wedstrijden | Wedstrijden | Wedstrijden | Wedstrijden | Doelpunten | Doelpunten | Doelpunten | Punten |
| #       | Land             | G           | W           | G           | V           | V          | T          | Saldo      | Punten |
| 1       | Frankrijk        | 3           | 3           | 0           | 0           | 7          | 0          | +7         | 9      |
| 2       | Verenigde Staten | 3           | 2           | 0           | 1           | 7          | 4          | +3         | 6      |
| 3       | Nieuw-Zeeland    | 3           | 1           | 0           | 2           | 3          | 8          | -5         | 3      |
| 4       | Guinee           | 3           | 0           | 0           | 3           | 1          | 6          | -5         | 0      |

| groepsfase   |                |                |                |                  |                |                |                |
| 24 juli 2024 | 17:00          | Guinee         | 1 - 2          | Nieuw-Zeeland    |                |                |                |
| 27 juli 2024 | 19:00          | Nieuw-Zeeland  | 1 - 4          | Verenigde Staten |                |                |                |
| 30 juli 2024 | 19:00          | Nieuw-Zeeland  | 0 - 3          | Frankrijk        |                |                |                |
|              |                |                |                |                  |                |                |                |
| kwartfinale  | niet geplaatst | niet geplaatst | niet geplaatst | niet geplaatst   | niet geplaatst | niet geplaatst | niet geplaatst |
|              |                |                |                |                  |                |                |                |
| halve finale | niet geplaatst | niet geplaatst | niet geplaatst | niet geplaatst   | niet geplaatst | niet geplaatst | niet geplaatst |
|              |                |                |                |                  |                |                |                |
| finale       | niet geplaatst | niet geplaatst | niet geplaatst | niet geplaatst   | niet geplaatst | niet geplaatst | niet geplaatst |

#### Vrouwen
| Atleten | Discipline | Resultaat | Prestatie |
| --- | ---------- | --------- | --------- |
| Mackenzie Barry CJ Bott Katie Bowen Milly Clegg Victoria Esson Michaela Foster Macey Fraser Ally Green Jacqui Hand Grace Jale Katie Kitching Anna Leat Meikayla Moore Gabi Rennie Indiah-Paige Riley Malia Steinmetz Rebekah Stott Kate Taylor | vrouwen    |           | zie onder |

| Groep A |               |             |             |             |             |            |            |            |        |
| #       | Land          | Wedstrijden | Wedstrijden | Wedstrijden | Wedstrijden | Doelpunten | Doelpunten | Doelpunten | Punten |
| #       | Land          | G           | W           | G           | V           | V          | T          | Saldo      | Punten |
| 1       | Frankrijk     | 3           | 2           | 0           | 1           | 6          | 5          | +1         | 6      |
| 2       | Canada        | 3           | 3           | 0           | 0           | 5          | 2          | +3         | 3*     |
| 3       | Colombia      | 3           | 1           | 0           | 2           | 4          | 4          | 0          | 3      |
| 4       | Nieuw-Zeeland | 3           | 0           | 0           | 3           | 2          | 6          | -4         | 0      |

*Op 27 juli 2024 werden er door de FIFA 6 punten afgetrokken van Canada vanwege de betrokkenheid van hun trainersstaf bij illegale drone-spionage op een officiële trainingslocatie. De beslissing werd op 31 juli door het CAS gehandhaafd.
| groepsfase   |                |                |                |                |                |                |                |
| 25 juli 2024 | 17:00          | Canada         | 2 - 1          | Nieuw-Zeeland  |                |                |                |
| 28 juli 2024 | 17:00          | Nieuw-Zeeland  | 0 - 2          | Colombia       |                |                |                |
| 31 juli 2024 | 21:00          | Nieuw-Zeeland  | 1 - 2          | Frankrijk      |                |                |                |
|              |                |                |                |                |                |                |                |
| kwartfinale  | niet geplaatst | niet geplaatst | niet geplaatst | niet geplaatst | niet geplaatst | niet geplaatst | niet geplaatst |
|              |                |                |                |                |                |                |                |
| halve finale | niet geplaatst | niet geplaatst | niet geplaatst | niet geplaatst | niet geplaatst | niet geplaatst | niet geplaatst |
|              |                |                |                |                |                |                |                |
| finale       | niet geplaatst | niet geplaatst | niet geplaatst | niet geplaatst | niet geplaatst | niet geplaatst | niet geplaatst |

### Wielersport

#### Baanwielrennen
Keirin
| atleet          | onderdeel        | ronde 1 | herkansing | kwartfinale | halve finale | finale |
| atleet          | onderdeel        | rang    | rang       | rang        | rang         | rang   |
| --------------- | ---------------- | ------- | ---------- | ----------- | ------------ | ------ |
| Sam Dakin       | keirin (mannen)  |         |            |             |              |        |
| Ellesse Andrews | keirin (vrouwen) |         |            |             |              |        |
| Rebecca Petch   | keirin (vrouwen) |         |            |             |              |        |

Koppelkoers
| atleet                      | onderdeel             | punten | rondes | rang |
| --------------------------- | --------------------- | ------ | ------ | ---- |
| Aaron Gate Campbell Stewart | koppelkoers (mannen)  |        |        |      |
| Bryony Botha Emily Shearman | koppelkoers (vrouwen) |        |        |      |

Omnium
| atleet         | onderdeel        | scratchrace | scratchrace | temporace | temporace | afvalrace | afvalrace | puntenrace | puntenrace | totaal punten | rang |
| atleet         | onderdeel        | rang        | punten      | rang      | punten    | rang      | punten    | rang       | punten     | totaal punten | rang |
| -------------- | ---------------- | ----------- | ----------- | --------- | --------- | --------- | --------- | ---------- | ---------- | ------------- | ---- |
| Aaron Gate     | omnium (mannen)  |             |             |           |           |           |           |            |            |               |      |
| Ally Wollaston | omnium (vrouwen) |             |             |           |           |           |           |            |            |               |      |

Ploegenachtervolging
| atleet                                                    | onderdeel                      | kwalificatie | kwalificatie | halve finale         | halve finale | finale               | finale |
| atleet                                                    | onderdeel                      | tijd         | rang         | tegenstander uitslag | rang         | tegenstander uitslag | rang   |
| --------------------------------------------------------- | ------------------------------ | ------------ | ------------ | -------------------- | ------------ | -------------------- | ------ |
| Aaron Gate Keegan Hornblow Tom Sexton Campbell Stewart    | ploegenachtervolging (mannen)  |              |              |                      |              |                      |        |
| Ally Wollaston Bryony Botha Emily Shearman Nicole Shields | ploegenachtervolging (vrouwen) |              |              |                      |              |                      |        |

Sprint
| atleet          | onderdeel        | kwalificaties | kwalificaties | ronde 1              | herkansing 1         | ronde 2              | herkansing 2         | ronde 3              | herkansing 3         | kwartfinale          | halve finale         | finale/BM            | finale/BM |
| atleet          | onderdeel        | tijd          | rang          | tegenstander uitslag | tegenstander uitslag | tegenstander uitslag | tegenstander uitslag | tegenstander uitslag | tegenstander uitslag | tegenstander uitslag | tegenstander uitslag | tegenstander uitslag | rang      |
| --------------- | ---------------- | ------------- | ------------- | -------------------- | -------------------- | -------------------- | -------------------- | -------------------- | -------------------- | -------------------- | -------------------- | -------------------- | --------- |
| Sam Dakin       | sprint (mannen)  |               |               |                      |                      |                      |                      |                      |                      |                      |                      |                      |           |
| Ellesse Andrews | sprint (vrouwen) |               |               |                      |                      |                      |                      |                      |                      |                      |                      |                      |           |
| Shaane Fulton   | sprint (vrouwen) |               |               |                      |                      |                      |                      |                      |                      |                      |                      |                      |           |

Teamsprint
| atleet                                      | onderdeel            | kwalificatie | kwalificatie | halve finale      | halve finale | finale            | finale |
| atleet                                      | onderdeel            | tijd         | rang         | tegenstander tijd | rang         | tegenstander tijd | rang   |
| ------------------------------------------- | -------------------- | ------------ | ------------ | ----------------- | ------------ | ----------------- | ------ |
| Ellesse Andrews Shaane Fulton Rebecca Petch | teamsprint (vrouwen) |              |              |                   |              |                   |        |

#### BMX
Race
| atleet       | onderdeel      | kwartfinale | kwartfinale | halve finale | halve finale | finale  | finale |
| atleet       | onderdeel      | punten      | rang        | punten       | rang         | uitslag | rang   |
| ------------ | -------------- | ----------- | ----------- | ------------ | ------------ | ------- | ------ |
| Rico Bearman | race (mannen)  |             |             |              |              |         |        |
| Leila Walker | race (vrouwen) |             |             |              |              |         |        |

#### Mountainbiken
| atleet         | onderdeel              | tijd    | rang |
| -------------- | ---------------------- | ------- | ---- |
| Sam Gaze       | cross-country (mannen) | 1:28:03 | 6    |
| Sammie Maxwell | cross-country (vrouwen | 1:30:43 | 8    |

#### Wegwielrennen
Mannen
| atleet          | onderdeel    | tijd     | rang |
| --------------- | ------------ | -------- | ---- |
| Laurence Pithie | tijdrit      | 38:49.76 | 24   |
| Laurence Pithie | wegwedstrijd |          |      |
| Corbin Strong   |              |          |      |

Vrouwen
| atleet             | onderdeel    | tijd | rang |
| ------------------ | ------------ | ---- | ---- |
| Niamh Fisher-Black | wegwedstrijd |      |      |
| Kim Cadzow         | wegwedstrijd |      |      |
| tijdrit            | 41:46.02     | 7    |      |

### Worstelen

#### Vrije stijl
Vrouwen
| atleet     | onderdeel | eerste ronde         | kwartfinale          | halve finale         | herkansing           | finale / BM          | finale / BM |
| atleet     | onderdeel | tegenstander uitslag | tegenstander uitslag | tegenstander uitslag | tegenstander uitslag | tegenstander uitslag | rang        |
| ---------- | --------- | -------------------- | -------------------- | -------------------- | -------------------- | -------------------- | ----------- |
| Tayla Ford | −68 kg    |                      |                      |                      |                      |                      |             |

### Zeilen
Mannen
| atleet            | onderdeel    | voorrondes | voorrondes | voorrondes | voorrondes | voorrondes | voorrondes | voorrondes | voorrondes | voorrondes | voorrondes | voorrondes | voorrondes | voorrondes | voorrondes  | voorrondes  | voorrondes  | voorrondes  | voorrondes  | voorrondes  | voorrondes  | voorrondes | voorrondes | KF     | halve finale | halve finale | halve finale | halve finale | halve finale | halve finale | halve finale | halve finale | finale | finale | finale | finale | finale | finale | finale | finale |
| atleet            | onderdeel    | 1          | 2          | 3          | 4          | 5          | 6          | 7          | 8          | 9          | 10         | 11         | 12         | 13         | 14          | 15          | 16          | 17          | 18          | 19          | 20          | tot.       | rang       | rang   | 1            | 2            | 3            | 4            | 5            | 6            | tot.         | rang         | 1      | 2      | 3      | 4      | 5      | 6      | tot.   | rang   |
| ----------------- | ------------ | ---------- | ---------- | ---------- | ---------- | ---------- | ---------- | ---------- | ---------- | ---------- | ---------- | ---------- | ---------- | ---------- | ----------- | ----------- | ----------- | ----------- | ----------- | ----------- | ----------- | ---------- | ---------- | ------ | ------------ | ------------ | ------------ | ------------ | ------------ | ------------ | ------------ | ------------ | ------ | ------ | ------ | ------ | ------ | ------ | ------ | ------ |
| Lukas Walton-Keim | Formula Kite |            |            |            |            |            |            |            |            |            |            |            |            |            |             |             |             |             |             |             |             |            |            | n.v.t. |              |              |              |              |              |              |              |              |        |        |        |        |        |        |        |        |
| Josh Armit        | IQFoil       | 4          | 18         | 1          | 14         | 8          | UFD        | 11         | 2          | 6          | 4          | 2          | 3          | 11         | geannuleerd | geannuleerd | geannuleerd | geannuleerd | geannuleerd | geannuleerd | geannuleerd | 66         | 3 HF       | bye    | n.v.t.       | n.v.t.       | n.v.t.       | n.v.t.       | n.v.t.       | n.v.t.       | n.v.t.       |              | n.v.t. | n.v.t. | n.v.t. | n.v.t. | n.v.t. | n.v.t. | n.v.t. |        |

| atleet                          | onderdeel | race | race | race | race | race | race | race | race | race | race | race   | race   | race | netto punten | eindnotering |
| atleet                          | onderdeel | 1    | 2    | 3    | 4    | 5    | 6    | 7    | 8    | 9    | 10   | 11     | 12     | M    | netto punten | eindnotering |
| ------------------------------- | --------- | ---- | ---- | ---- | ---- | ---- | ---- | ---- | ---- | ---- | ---- | ------ | ------ | ---- | ------------ | ------------ |
| Isaac McHardie William McKenzie | 49er      | 1    | 3    | 8    | 8    | 1    | 1    | 11   | 18   | 17   | 1    | 10     | 14     |      |              |              |
| Tom Saunders                    | ILCA 7    | 11   | 17   |      |      |      |      |      |      |      |      | n.v.t. | n.v.t. |      |              |              |

Vrouwen
| atleet          | onderdeel    | voorrondes | voorrondes | voorrondes | voorrondes | voorrondes | voorrondes | voorrondes | voorrondes | voorrondes | voorrondes | voorrondes | voorrondes | voorrondes | voorrondes | voorrondes  | voorrondes  | voorrondes  | voorrondes  | voorrondes  | voorrondes  | voorrondes | voorrondes | KF     | halve finale | halve finale | halve finale | halve finale | halve finale | halve finale | halve finale | halve finale | finale | finale | finale | finale | finale | finale | finale | finale |
| atleet          | onderdeel    | 1          | 2          | 3          | 4          | 5          | 6          | 7          | 8          | 9          | 10         | 11         | 12         | 13         | 14         | 15          | 16          | 17          | 18          | 19          | 20          | tot.       | rang       | rang   | 1            | 2            | 3            | 4            | 5            | 6            | tot.         | rang         | 1      | 2      | 3      | 4      | 5      | 6      | tot.   | rang   |
| --------------- | ------------ | ---------- | ---------- | ---------- | ---------- | ---------- | ---------- | ---------- | ---------- | ---------- | ---------- | ---------- | ---------- | ---------- | ---------- | ----------- | ----------- | ----------- | ----------- | ----------- | ----------- | ---------- | ---------- | ------ | ------------ | ------------ | ------------ | ------------ | ------------ | ------------ | ------------ | ------------ | ------ | ------ | ------ | ------ | ------ | ------ | ------ | ------ |
| Justina Kitchen | Formula Kite |            |            |            |            |            |            |            |            |            |            |            |            |            |            |             |             |             |             |             |             |            |            | n.v.t. |              |              |              |              |              |              |              |              |        |        |        |        |        |        |        |        |
| Veerle ten Have | IQFoil       | DSQ        | 15         | 16         | 8          | 18         | 5          | 12         | 11         | 3          | 5          | 3          | 2          | 16         | 13         | geannuleerd | geannuleerd | geannuleerd | geannuleerd | geannuleerd | geannuleerd | 109        | 9 KF       |        | n.v.t.       | n.v.t.       | n.v.t.       | n.v.t.       | n.v.t.       | n.v.t.       | n.v.t.       |              | n.v.t. | n.v.t. | n.v.t. | n.v.t. | n.v.t. | n.v.t. | n.v.t. |        |

| atlete              | onderdeel | race | race | race | race | race | race | race | race | race | race | race   | race   | race | netto punten | eindnotering |
| atlete              | onderdeel | 1    | 2    | 3    | 4    | 5    | 6    | 7    | 8    | 9    | 10   | 11     | 12     | M    | netto punten | eindnotering |
| ------------------- | --------- | ---- | ---- | ---- | ---- | ---- | ---- | ---- | ---- | ---- | ---- | ------ | ------ | ---- | ------------ | ------------ |
| Jo Aleh Molly Meech | 49erFX    | 15   | 17   | 20   | 9    | 17   | 8    | 3    | 2    | 1    | 14   | 8      | 7      |      |              |              |
| Greta Pilkington    | ILCA 6    | 21   |      |      |      |      |      |      |      |      |      | n.v.t. | n.v.t. |      |              |              |

Gemengd
| atlete                       | onderdeel | race | race | race | race | race | race | race | race | race | race | race | race | race | netto punten | eindnotering |
| atlete                       | onderdeel | 1    | 2    | 3    | 4    | 5    | 6    | 7    | 8    | 9    | 10   | 11   | 12   | M    | netto punten | eindnotering |
| ---------------------------- | --------- | ---- | ---- | ---- | ---- | ---- | ---- | ---- | ---- | ---- | ---- | ---- | ---- | ---- | ------------ | ------------ |
| Micah Wilkinson Erica Dawson | nacra 17  |      |      |      |      |      |      |      |      |      |      |      |      |      |              |              |

### Zwemmen
Mannen
| Atleet              | Onderdeel         | Series  | Series | Halve finale   | Halve finale   | Finale         | Finale         |
| Atleet              | Onderdeel         | Tijd    | Rang   | Tijd           | Rang           | Tijd           | Rang           |
| ------------------- | ----------------- | ------- | ------ | -------------- | -------------- | -------------- | -------------- |
| Taiko Torepe-Ormsby | 50 m vrije slag   | 22,01   | 19     | Niet geplaatst | Niet geplaatst | Niet geplaatst | Niet geplaatst |
| Cameron Gray        | 100 m vrije slag  | 49,24   | 31     | Niet geplaatst | Niet geplaatst | Niet geplaatst | Niet geplaatst |
| Kane Follows        | 100 m rugslag     | 55,01   | 33     | Niet geplaatst | Niet geplaatst | Niet geplaatst | Niet geplaatst |
| Kane Follows        | 200 m rugslag     | 1.58,63 | 21     | Niet geplaatst | Niet geplaatst | Niet geplaatst | Niet geplaatst |
| Lewis Clareburt     | 200 m vlinderslag | 1:57,12 | 21     | niet geplaatst | niet geplaatst | niet geplaatst | niet geplaatst |
| Lewis Clareburt     | 200 m wisselslag  | 1:58,84 | 11 Q   |                |                |                |                |
| Lewis Clareburt     | 400 m wisselslag  | 4:11.52 | 6 Q    | n.v.t.         | n.v.t.         | 4:10,44        | 6              |

Vrouwen
| atleet                                                           | onderdeel          | series   | series | halve finale   | halve finale   | finale         | finale         |
| atleet                                                           | onderdeel          | tijd     | rang   | tijd           | rang           | tijd           | rang           |
| ---------------------------------------------------------------- | ------------------ | -------- | ------ | -------------- | -------------- | -------------- | -------------- |
| Erika Fairweather                                                | 200 m vrije slag   | 1:56,54  | 7 Q    | 1:56,31        | 7 Q            | 1:55,59        | 7              |
| Erika Fairweather                                                | 400 m vrije slag   | 4:02,55  | 3 Q    | n.v.t.         | n.v.t.         | 4:01,12        | 4              |
| Erika Fairweather                                                | 800 m vrije slag   |          |        | n.v.t.         | n.v.t.         |                |                |
| Eve Thomas                                                       | 400 m vrije slag   | 4:11,86  | 317    | n.v.t.         | n.v.t.         | niet geplaatst | niet geplaatst |
| Eve Thomas                                                       | 800 m vrije slag   |          |        | n.v.t.         | n.v.t.         |                |                |
| Eve Thomas                                                       | 1500 m vrije slag  | 16:13,74 | 12     | n.v.t.         | n.v.t.         | niet geplaatst | niet geplaatst |
| Hazel Ouwehand                                                   | 100 m vlinderslag  | 58,03    | 18     | niet geplaatst | niet geplaatst | niet geplaatst | niet geplaatst |
| Caitlin Deans Erika Fairweather Eve Thomas Laticia-Leigh Transom | 4x200 m vrije slag | 7:54,37  | 8 Q    | n.v.t.         | n.v.t.         | 7:55,89        | 8              |